# Telotha henselii
Telotha henselii là một loài chân đều trong họ Cymothoidae. Loài này được Martens miêu tả khoa học năm 1869.